# جيهان كمال
جيهان كمال هي ممثلة مغربية، ابنة المخرج السينمائي المغربي كمال كمال.
بدأت مشوارها بالتمثيل في أحد معاهد باريس، ثم اتجهت خلال عامين ونصف العام إلى المعهد العالي للفنون المسرحية بدمشق.

## أعمالها

### أفلام
- 2006: السمفونية المغربية
- 2006: كامل الأوصاف
- 2013: الصوت الخفي
- 2018: نذيرا

## جوائز وتشريفات
فازت جيهان كمال بجائزة أحسن ممثلة عن دورها في فيلم الصوت الخفي للمخرج كمال كمال.

## روابط خارجية
- جيهان كمال على موقع IMDb (الإنجليزية)
- جيهان كمال على موقع africiné